# 行政不服申立
行政不服申立（ぎょうせいふふくもうしたて）とは、公権力の行使に対して不服のある者が、行政機関に対して不服を申し立て、その違法性や不当性を審査させ、その是正を請求する手続きのことである。

## 概説
行政不服申立は、行政権に属する機関が審査の主体であり、自己反省や行政機関としての比較的簡易な手続きを特徴としている。この機能は行政事件訴訟と類似しているが、両者では審査主体が異なるため、手続きの性質が異なる。
行政不服申立のメリットとしては、
1. 手続きの簡略性
2. 行政庁の不当な裁量権行使の是正の申立（行政不服審査法1条1項）

が挙げられる。1は、裁判所による正式の訴訟ではないことから、複雑な訴訟手続きが省かれることによるもの、2は、行政による自己統制であり、行政事件訴訟での裁判所の審査では三権分立の観点から憲法に反するおそれのある判断にはならないことである。この点においては、行政事件訴訟と比較して審査対象が拡大されている。しかし、略式の訴訟であるため、審査の公平性と権利救済の確実性の観点からは、行政事件訴訟に劣る。

## 対象

### 処分
処分とは「各本条に特別の定めがある場合を除くほか、公権力の行使に当たる事実上の行為で、人の収容、物の留置その他その内容が継続的性質を有するものが含まれる」（行政不服審査法2条1項）と規定されている。だが、この条文は処分の定義について解釈したものではないため、定義については個々人の条文の解釈に委ねられる。

### 不作為
不作為とは「行政庁が法令に基づく申請に対し、相当の期間内になんらかの処分その他公権力の行使に当たる行為をすべきにもかかわらず、これをしないこと」と定義されている。つまり、不作為に対して不服申立できるのは、行政庁に対して申請を行った者のみに限られる。

## 申立事項
不服申立事項については、概括主義によって決められる。概括主義とは、法律などで例外が規定されている場合を除き、原則的に全ての処分について申立の提起を認める方法である。ただし、行政不服審査法4条1項各号に該当するなどで除外されている事項については申立できない。